# Маневей (Вірджинія)
Маневей (англ. Mantua) — переписна місцевість (CDP) в США, в окрузі Ферфакс штату Вірджинія. Населення — 7503 особи (2020).

## Географія
Маневей розташований за координатами 38°51′6″ пн. ш. 77°15′27″ зх. д. / 38.85167° пн. ш. 77.25750° зх. д. (38.851738, -77.257505).  За даними Бюро перепису населення США в 2010 році переписна місцевість мала площу 6,15 км², з яких 6,10 км² — суходіл та 0,06 км² — водойми.

## Демографія
Згідно з переписом 2010 року, у переписній місцевості мешкало 7135 осіб у 2628 домогосподарствах у складі 1936 родин. Густота населення становила 1160 осіб/км².  Було 2766 помешкань (450/км²).
Расовий склад населення:
| - 73,5 % — білих - 19,7 % — азіатів - 2,6 % — чорних або афроамериканців - 0,3 % — корінних американців - 1,2 % — осіб інших рас |

До двох чи більше рас належало 2,7 %. Частка іспаномовних становила 6,2 % від усіх жителів.
За віковим діапазоном населення розподілялося таким чином: 25,6 % — особи молодші 18 років, 56,6 % — особи у віці 18—64 років, 17,8 % — особи у віці 65 років та старші. Медіана віку мешканця становила 44,7 року. На 100 осіб жіночої статі у переписній місцевості припадало 92,9 чоловіків;  на 100 жінок у віці від 18 років та старших — 88,8 чоловіків також старших 18 років.
Середній дохід на одне домашнє господарство  становив 152 239 доларів США (медіана — 112 008), а середній дохід на одну сім'ю — 171 344 долари (медіана — 150 402). Медіана доходів становила 93 693 долари для чоловіків та 69 755 доларів для жінок. За межею бідності перебувало 5,2 % осіб, у тому числі 6,6 % дітей у віці до 18 років та 7,2 % осіб у віці 65 років та старших.
Цивільне працевлаштоване населення становило 3618 осіб. Основні галузі зайнятості: науковці, спеціалісти, менеджери — 18,2 %, мистецтво, розваги та відпочинок — 15,9 %, публічна адміністрація — 14,7 %, освіта, охорона здоров'я та соціальна допомога — 13,6 %.